# InSight Crime
InSight Crime es una fundación dedicada al estudio y a la investigación de amenazas para la seguridad nacional y la ciudadana en América Latina y el Caribe, proporcionando informes periódicos, análisis e investigaciones sobre el tema y sobre los esfuerzos de los estados para combatirlo. 
InSight Crime recibió fondos de Open Society Foundations y del Centro de Estudios Latinoamericanos y Latinoamericanos de la Universidad Americana, y trabajó en Colombia junto con el grupo de expertos Fundación Ideas para la Paz. La organización tiene oficinas en Washington D. C. y Medellín.

## Historia
InSight Crime fue fundada por Jeremy McDermott y Steven Dudley en abril de 2010 con el respaldo de la Fundación Ideas para la Paz (FIP) en Bogotá (Colombia) y el apoyo financiero de la Open Society Foundation (dirigida por George Soros). Para agosto de 2010, el Centro de Estudios Latinoamericanos y Latinoamericanos de la Universidad Americana se convirtió en patrocinador. La junta directiva tiene miembros que residen en Colombia, México y Estados Unidos. Según la organización, se fundó para crear una plataforma en línea que "conecte las piezas, los jugadores y las organizaciones" involucradas en el crimen latinoamericano y "la efectividad de las iniciativas diseñadas para detenerlos".

## Sitio web
InSight Crime lanzó su sitio web en diciembre de 2010 con noticias sobre delincuencia organizada y perfiles de organizaciones de narcotraficantes y personalidades delictivas en Colombia y México. Desde entonces, el sitio web se ha expandido para incluir información sobre todos los países importantes de América. 
Con analistas de políticas, fuerzas de seguridad, agentes de inteligencia y muchos más, lo que les da una perspectiva muy necesaria de observador imparcial.

## Asesoría
Además de publicar información en su sitio web, InSight Crime también lleva a cabo investigaciones en América Latina para organizaciones privadas y gubernamentales.